# Anthony Teachey
Anthony Wayne Teachey (Goldsboro, 27 marzo 1962) è un ex cestista statunitense, professionista in Italia, Spagna, Francia e Argentina.

## Carriera
Venne selezionato dai Dallas Mavericks al secondo giro del Draft NBA 1984 (40ª scelta assoluta).